# Vojenský ordinariát
Podle kanonického práva je vojenský ordinariát, nazývaný také vojenská diecéze nebo vojenské biskupství je církevní jurisdikce katolické církve, latinské nebo východní církve, odpovědná za pastorační péči o katolíky sloužící v ozbrojených silách daného státu. Řídí se vlastními stanovami vydanými Apoštolským stolcem. Vojenskému ordinariátu předsedá ordinář – zpravidla obdařený biskupskou hodností – který má všechna práva diecézního biskupa.

## Historie a kanonický status

Okolí znaku vojenského kaplana

Znak vojenského ordinariátu pro Itálii

Potřeba poskytovat duchovní pomoc křesťanským vojákům má prastarý původ. Ve skutečnosti je přítomnost kněží a jáhnů v táborech doložena již od dob císaře Konstantina I. Od dob Karla Velikého (7. – 8. století) se přítomnost kněží po boku bojovníků stala obvyklou. V čele sboru kněží a jáhnů stál kaplan maior (neboli vikář castrense, z lat. castrum). Zpočátku byli vojenští kaplani závislí na místním biskupovi, ale v průběhu staletí se stávali stále více autonomními (ve Španělsku od roku 1571, v Rakousku od roku 1720, v Piemontu v roce 1733).
Za první dokument Svatého stolce týkající se přítomnosti kněží v ozbrojených silách je považován krátký dokument Cum sicut maiestatis papeže Inocence X. z 26. září 1645, kterým však papežové zasahovali pouze proto, aby upravili již existující situaci nebo udělili zvláštní jurisdikci v konkrétních případech.
Teprve od 20. století byla zavedena zvláštní legislativa, která zřídila stabilní církevní úřad pro pastoraci vojáků. Klíčovým datem byl 3. květen 1910, kdy papež Pius X. zřídil první chilský kastrální vikariát. V následujících desetiletích vznikly další vikariáty: Polsko (1919), Itálie (1925), Německo (1935), Peru (1943), Kolumbie (1949), Španělsko (1950), Brazílie (1950), Filipíny (1950) a Kanada (1951).
Dne 23. dubna 1951 vydal papež Pius XII. prostřednictvím konzistorní kongregace instrukci Solemne semper, která představuje první obecný předpis pro kastrální vikariáty. Na základě tohoto nařízení bylo zřízeno dalších 14 kastrálních vikariátů: v Argentině, Austrálii, Rakousku, Belgii, Bolívii, Ekvádoru, Salvadoru, Nizozemsku, Paraguayi, Portugalsku, Dominikánské republice, Spojených státech amerických, Jihoafrické republice a Ugandě. 

### Spirituali militum curae
Funkce vojenských ordinariátů upravil papež Jan Pavel II. apoštolskou konstitucí Spirituali militum curae (Duchovní péče o vojáky), která byla zveřejněna 21. dubna 1986.
Ve svém prvním článku uvádí, že jsou postaveny na roveň diecézím, a proto se všechna ustanovení magisteriálních dokumentů o regulaci diecézí musí s příslušnými úpravami vztahovat i na vojenské ordinariáty.
Spirituali militum curae stanoví, že každý vojenský ordinariát má mít svůj vlastní statut, který je nedílnou normativní součástí statutu Spirituali militum curae. Tyto úpravy jsou způsobeny tím, že diecéze jsou vymezeny výhradně svým územím, takže zahrnují všechny katolické věřící, kteří na tomto území žijí. Vojenské ordinariáty naopak zahrnují pouze katolický vojenský personál, který žije na jejich území. V čele vojenského ordinariátu stojí biskup (vojenský ordinář), který má církevní jurisdikci nad vojenskými kaplany, všemi katolickými vojáky a jejich příbuznými, kteří s nimi žijí ve společné domácnosti, a vojenským personálem. Biskup může mít osobní hodnost arcibiskupa. Pokud je v čele biskup je spíše diecézním biskupem než titulárním biskupem. Je pravděpodobné, že každodenními funkcemi pověří pomocného biskupa nebo nižšího duchovního.
Tato zvláštní instituce byla v církvi považována za nezbytnou vzhledem k tomu, že vojenský personál a ti, kdo s ním žijí, vedou náročný život, v němž by bylo ztíženo běžné přistupování ke svátostem a církevnímu životu. V závislosti na zemi mohou duchovní patřit k ordinariátu (prostřednictvím inkardinace) nebo k jiným diecézím či řeholním řádům.
V některých zemích jsou biskupové a kněží plně zařazeni do ozbrojených sil a mají důstojnické hodnosti. Jmenování ordináře je v kompetenci papeže, ale obvykle musí být schváleno vládou dané země. 
Některé národy mají vojenské ordinariáty anglikánského společenství, luteránství a východního pravoslaví.
Osobní ordinariáty pro anglikány, kteří vstupují do katolické církve, na základě vyhlášení Apoštolského stolce po 20. říjnu 2009, se v některých ohledech podobají stávajícím vojenským ordinariátům. Jurisdikce vojenských ordinariátů je však kumulativní s jurisdikcí diecézních biskupů.

## Vojenský ordinář v různých zemích
Osoba vojenského ordináře má různou hodnost. Například v Německu je to vždy úřadující diecézní biskup, který zároveň zastává úřad vojenského ordináře. Může to však být i titulární biskup, jako například v Rakousku, který působí pouze jako vojenský ordinář. V některých zemích, například v Brazílii, se tyto pozice podle okolností střídají.
Vojenský ordinář je vždy členem národní biskupské konference. Velké vojenské ordinariáty, jako například USA, mohou mít také své vlastní pomocné biskupy.
Většina vojenských ordinariátů má také vlastní biskupský kostel nebo katedrálu. Například Cathédrale St-Louis-des-Invalides, která se nachází v pařížském Hôtel des Invalides a sousedí s katedrálou Invalidovna, je katedrálou francouzského vojenského ordinariátu (Diocèse aux Armées Françaises) a katedrála svatého Jiří ve Wiener Neustadt je biskupským kostelem rakouského vojenského biskupa. Od 1. února 2005 je bazilika svatého Jana v Berlíně biskupským kostelem německého vojenského biskupa. Na Ukrajině se vojenská kaplanská služba teprve vytváří, v současné době je za ni zodpovědné Oddělení pro vojenskou a vězeňskou kaplanskou službu při Kyjevsko-haličské velkofarnosti.

## Seznam katolických vojenských ordinariátů
| Země                   | Vojenský ordinariát                                                | Poznámky |        |
| Afrika                 | Afrika                                                             | Afrika | Afrika |
| ---------------------- | ------------------------------------------------------------------ | --- | ------ |
| Keňa                   | Keňský vojenský ordinariát                                         | vytvořen vojenský vikariát a první vojenský vikář jmenován 20. ledna 1964; povýšen na vojenský ordinariát 21. července 1986                                                                        |        |
| Jižní Afrika           | Vojenský ordinariát Jihoafrických obranných sil                    | zřízen vojenský vikariát a jmenován první vojenský vikář 17. května 1951; povýšen na vojenský ordinariát 21. července 1986; spadá pod arcibiskupa Pretorie                                         |        |
| Uganda                 | Vojenský ordinariát Uganda                                         | vytvořen vojenský vikariát a jmenován první vojenský vikář 20. ledna 1964; povýšen na vojenský ordinariát 21. července 1986; pověřen metropolitou                                                  |        |
| Amerika                |                                                                    | |        |
| Argentina              | Vojenský ordinariát Argentina                                      | vytvořen vojenský vikariát 8. července 1957; první vojenský vikář jmenován v roce 1957; povýšen na vojenský ordinariát 21. července 1986                                                           |        |
| Bolívie                | Vojenský ordinariát Bolívie                                        | vytvořen vojenský vikariát 19. března 1961; první jmenování vojenským vikářem 26. července 1961; povýšen na vojenský ordinariát 21. července 1986                                                  |        |
| Brazílie               | Vojenský ordinariát Brazílie                                       | vytvořen vojenský vikariát a první jmenování vojenským vikářem 6. listopadu 1950; povýšen na vojenský ordinariát 21. července 1986                                                                 |        |
| Kanada                 | Katolický vojenský ordinariát Kanady                               | první jmenování vojenským biskupem 20. září 1939; vytvoření vojenského vikariátu 17. února 1951; povýšení na vojenský ordinariát 21. července 1986                                                 |        |
| Chile                  | Vojenský ordinariát Chile                                          | vytvořen vojenský vikariát 3. května 1910; první vojenský vikář jmenován 27. května 1910; povýšen na vojenský ordinariát 21. července 1986                                                         |        |
| Kolumbie               | Vojenský ordinariát Kolumbie                                       | vytvořen vojenský vikariát 13. října 1949; první jmenování vojenským vikářem 14. července 1950; povýšen na vojenský ordinariát 21. července 1986                                                   |        |
| Dominikánská republika | Vojenský ordinariát Dominikánské republiky                         | vytvořen vojenský vikariát 23. ledna 1958; první vojenský vikář jmenován 1958; povýšen na vojenský ordinariát 21. července 1986                                                                    |        |
| Ekvádor                | Vojenský ordinariát Ekvádoru                                       | vytvořen vojenský vikariát 30. března 1983; první jmenování vojenským vikářem 5. srpna 1983; povýšen na vojenský ordinariát 21. července 1986                                                      |        |
| Salvador               | Vojenský ordinariát Salvador                                       | vytvořen vojenský vikariát 25. března 1968; první jmenování vojenským vikářem 4. listopadu 1968; povýšen na vojenský ordinariát 21. července 1986                                                  |        |
| Paraguay               | Vojenský ordinariát Paraguay                                       | vytvořen vojenský vikariát 20. prosince 1961; první jmenování vojenským vikářem 7. prosince 1965; povýšen na vojenský ordinariát 21. července 1986                                                 |        |
| Peru                   | Vojenský ordinariát Peru                                           | vytvořen vojenský vikariát 15. května 1943; první jmenování vojenským vikářem 13. ledna 1945; povýšen na vojenský ordinariát 21. července 1986                                                     |        |
| Spojené státy americké | Arcidiecéze pro vojenské služby, USA                               | první jmenování vojenským biskupem 24. listopadu 1917; vytvořen vojenský vikariát v listopadu 1939; povýšen na vojenský ordinariát 21. července 1986; v čele arcibiskup se třemi pomocnými biskupy |        |
| Venezuela              | Vojenský ordinariát Venezuela                                      | vytvořen vojenský ordinariát 31. října 1995; první vojenský ordinář jmenován 11. února 1996 |        |
| Asie                   |                                                                    | |        |
| Indonésie              | Vojenský ordinariát Indonésie                                      | vytvořen vojenský vikariát 25. prosince 1949; první vojenský vikář jmenován 1949; povýšen na vojenský ordinariát 21. července 1986                                                                 |        |
| Filipíny               | Vojenský ordinariát Filipíny                                       | vytvořen vojenský vikariát 8. prosince 1950; první jmenování vojenským vikářem 10. prosince 1951; povýšen na vojenský ordinariát 21. července 1986                                                 |        |
| Jižní Korea            | Vojenský ordinariát Jižní Korea                                    | zřízen vojenský vikariát a jmenován prvním vojenským vikářem 22. listopadu 1983; povýšen na vojenský ordinariát 21. července 1986                                                                  |        |
| Evropa                 |                                                                    | |        |
| Bosna a Hercegovina    | Vojenský ordinariát Bosna a Hercegovina                            | vytvořen vojenský ordinariát 1. února 2011 |        |
| Belgie                 | Vojenský ordinariát Belgie                                         | vytvořen vojenský vikariát 7. září 1957; první vojenský vikář jmenován v roce 1957; povýšen na vojenský ordinariát 21. července 1986; svěřen arcibiskupovi z Mechelenu a primasovi Belgie          |        |
| Česko                  | Vojenský vikariát České republiky                                  | první vojenský vikář jmenován v roce 1998 |        |
| Chorvatsko             | Vojenský ordinariát Chorvatsko                                     | vytvořen vojenský ordinariát a první vojenský ordinář jmenován 25. dubna 1997 |        |
| Francie                | Francouzský vojenský ordinariát                                    | první jmenování vojenským biskupem v roce 1949; vytvořen vojenský vikariát 26. července 1952; povýšen na vojenský ordinariát 21. července 1986                                                     |        |
| Itálie                 | Italský vojenský ordinariát                                        | vytvořen vojenský vikariát 6. března 1925; první jmenování vojenským vikářem 23. dubna 1929; povýšen na vojenský ordinariát 21. července 1986                                                      |        |
| Irsko                  | Kaplanská služba obranných sil                                     | Poskytuje pastorační péči, duchovní podporu a vedení všem příslušníkům obranných sil doma i ve službě v zahraničí.                                                                                 |        |
| Litva                  | Vojenský ordinariát Litva                                          | zřízen vojenský ordinariát a jmenován první vojenský vikář 25. listopadu 2000 |        |
| Maďarsko               | Vojenský ordinariát Maďarsko                                       | první jmenování vojenským biskupem 23. března 1920; v letech 1947-1994 v provizoriu; 18. dubna 1994 vytvořen vojenský ordinariát.                                                                  |        |
| Německo                | Německý vojenský ordinariát                                        | první jmenování vojenským biskupem 22. května 1868; vytvořen vojenský vikariát 20. července 1933; povýšen na vojenský ordinariát 21. července 1986                                                 |        |
| Nizozemsko             | Vojenský ordinariát Nizozemí                                       | zřízen vojenský vikariát a jmenován první vojenský vikář 16. dubna 1957; povýšen na vojenský ordinariát 21. července 1986                                                                          |        |
| Polsko                 | Polský vojenský ordinariát                                         | vytvořen vojenský vikariát a jmenování prvního vojenského vikáře 5. února 1919; pozastaveno v letech 1947-1991; povýšen na vojenský ordinariát 1991                                                |        |
| Portugalsko            | Vojenský ordinariát Portugalska                                    | vytvořen vojenský vikariát 29. května 1966; první jmenování vojenským vikářem 1966; povýšen na vojenský ordinariát 21. července 1986                                                               |        |
| Rakousko               | Vojenský ordinariát Rakousko                                       | první jmenování vojenským biskupem v roce 1773; vytvořen vojenský vikariát 21. února 1959; povýšen na vojenský ordinariát 21. července 1986                                                        |        |
| Slovensko              | Ordinariát ozbrojených sil a ozbrojených sborů Slovenské republiky | zřízen vojenský ordinariát a jmenování prvního vojenského vikáře 20. ledna 2003 |        |
| Slovinsko              | Vojenský vikariát Slovinsko                                        | zřízen vojenský vikariát a jmenován první vojenský vikář 21. září 2000 |        |
| Spojené království     | Biskupství vojenských sil ve Velké Británii                        | první jmenování vojenským biskupem 30. října 1917; vytvořen vojenský vikariát 21. listopadu 1953; povýšen na vojenský ordinariát 21. července 1986                                                 |        |
| Španělsko              | Vojenský arcibiskupský úřad Španělsko                              | první jmenování vojenským biskupem 4. června 1819; vytvořen vojenský vikariát 5. srpna 1950; povýšen na vojenský ordinariát 21. července 1986; v čele stojí arcibiskup                             |        |
| Oceánie                |                                                                    | |        |
| Austrálie              | Katolická diecéze australské vojenské služby                       | první jmenování vojenským biskupem v roce 1912; vytvořen vojenský vikariát 6. března 1969; povýšen na vojenský ordinariát 21. července 1986                                                        |        |
| Nový Zéland            | Vojenský ordinariát Nový Zéland                                    | zřízen vojenský vikariát a jmenován prvním vojenským vikářem 28. října 1976; povýšen na vojenský ordinariát 21. července 1986; v současné době podřízený metropolitovi ve Wellingtonu              |        |